# Nowe Sołdany
Nowe Sołdany (deutsch Neu Soldahnen) ist ein Ort in der polnischen Woiwodschaft Ermland-Masuren, der zur Landgemeinde Giżycko (Lötzen) im Powiat Giżycki (Kreis Lötzen) gehört.

## Geographische Lage
Nowe Sołdany liegt im nördlichen Osten der Woiwodschaft Ermland-Masuren, 19 Kilometer südöstlich der einstigen Kreisstadt Angerburg (polnisch Węgorzewo) und acht Kilometer nordöstlich der heutigen Powiathauptstadt Giżycko (Lötzen).

## Geschichte
Der kleine damalige Gutsort Neu Soldahnen wurde im Jahre 1836 gegründet. Im Jahre 1874 wurde das Dorf in den neu errichteten Amtsbezirk Kruglanken (polnisch Kruklanki) eingegliedert, der zum Kreis Angerburg im Regierungsbezirk Gumbinnen der preußischen Provinz Ostpreußen gehörte.
63 Einwohner lebten 1910 im Gutsbezirk Neu Soldahnen. Am 30. September 1928 gab er seine Eigenständigkeit auf und wurde in die Landgemeinde Soldahnen (polnisch Sołdany) eingemeindet.
In Kriegsfolge wurde Neu Soldahnen 1945 mit dem gesamten südlichen Ostpreußen Polen zugeordnet und erhielt die polnische Ortsbezeichnung „Nowe Sołdany“. Heute ist der Ort in das Schulzenamt (polnisch sołectwo) Pieczonki (deutsch Pietzonken, 1938 bis 1945 Grünau) eingegliedert und bildet eine Ortschaft im Verbund der Landgemeinde Giżycko im Powiat Giżycki, vor 1998 der Woiwodschaft Suwałki, seitdem der Woiwodschaft Ermland-Masuren zugehörig.

## Religionen
Neu Soldahnen war bis 1945 in die evangelische Kirche Kruglanken in der Kirchenprovinz Ostpreußen der Kirche der Altpreußischen Union und in die katholische Kirche St. Bruno in Lötzen im Bistum Ermland eingepfarrt.
Heute gehört Nowe Sołdany zur katholischen Pfarrei Kruklanki im Bistum Ełk der Römisch-katholischen Kirche in Polen und zur evangelischen Pfarrei Giżycko in der Diözese Masuren der Evangelisch-Augsburgischen Kirche in Polen.

## Verkehr
Nowe Sołdany liegt an einer Nebenstraße, die von der polnischen Landesstraße DK 63 (ehemalige deutsche Reichsstraße 131) bei Spytkowo (Spiergsten, 1938 bis 1945 Spirgsten) über Pieczonki (Pietzonken, 1938 bis 1945 Grünau) nach Kruklanki (Kruglanken) führt.
Durch das Ortsgebiet von Nowe Sołdany verläuft die Trasse der Bahnstrecke Angerburg–Lötzen, die im Abschnitt Kruklanki–Giżycko allerdings 1987 außer Betrieb gestellt wurde. Die nächste Bahnstation war bis dahin Pieczonki.